# Efeito Marangoni
O efeito Marangoni (também chamado de efeito Gibbs–Marangoni) caracteriza-se pela transferência de massa ao longo de uma interface entre dois fluidos devido ao gradiente de tensão superficial. Nos casos em que há dependência da temperatura, esse fenômeno pode também ser chamado de convecção termocapilar (ou convecção de Bénard–Marangoni).

## História
O efeito Marangoni foi identificado pela primeira vez nas "lágrimas de vinho", pelo físico James Thomson (irmão de Lorde Kelvin), em 1855. O efeito geral recebe o nome do físico italiano Carlo Marangoni, que estudou-o para sua tese de doutorado na Universidade de Pavia e publicou seus resultados em 1865. Uma completa discussão teórica do assunto foi dada por J. Willard Gibbs em Sobre o Equilíbrio de Substâncias Heterogêneas (1875–1878).

## Mecanismo

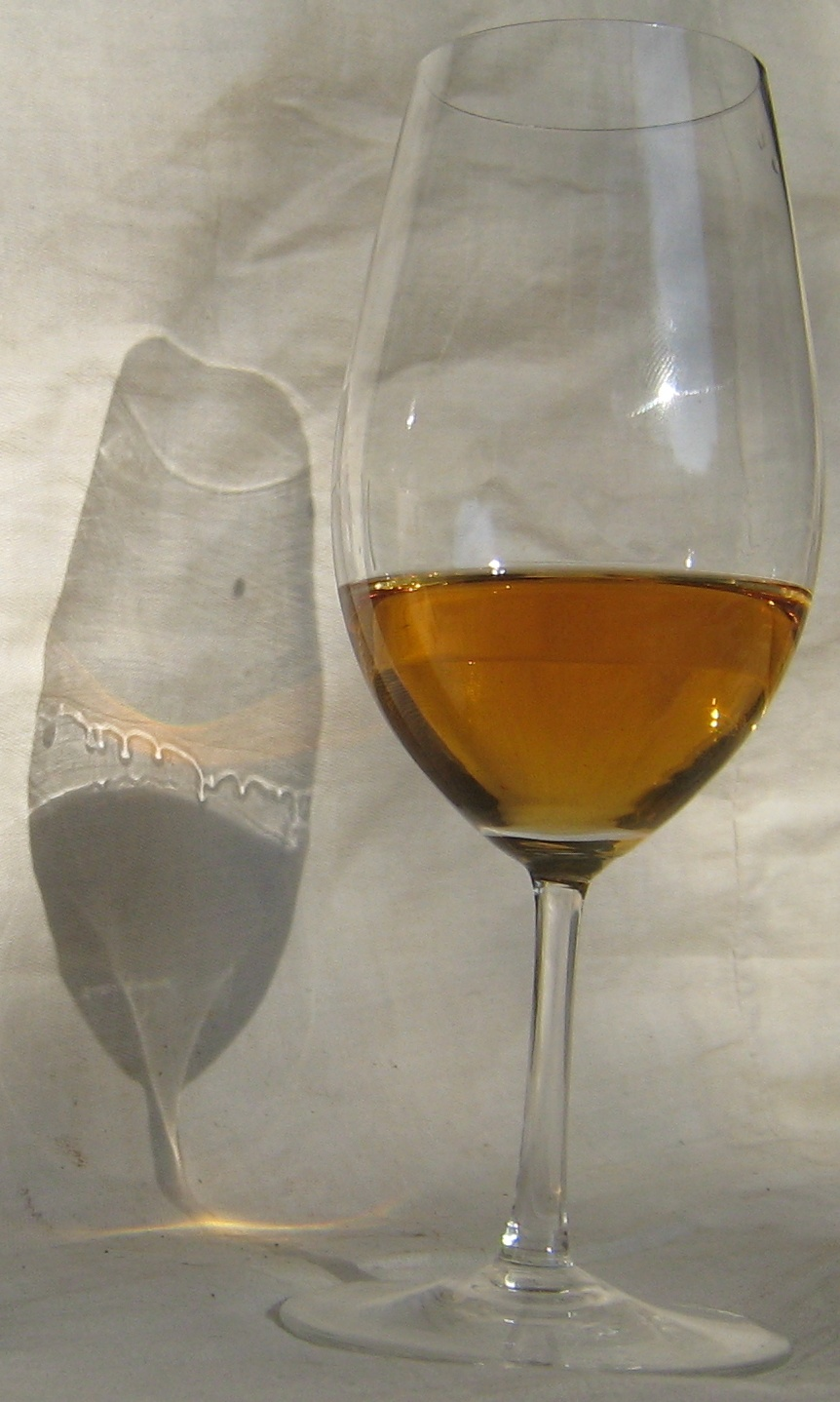
Lágrimas de vinho exibidas claramente na sombra da taça de um vinho com teor alcoólico de 13,5%.

Como um líquido com uma alta tensão superficial puxa mais fortemente o líquido circundante do que um com uma baixa tensão superficial, a presença de um gradiente na tensão superficial fará, naturalmente, que o líquido flua para fora de regiões com baixa tensão superficial. Esse gradiente de tensão superficial pode ser causado por um gradiente de concentração ou por um gradiente de temperatura (tensão superficial é uma função da temperatura).
Como um exemplo, uma taça de vinho pode apresentar um efeito visível chamado de "lágrimas de vinho", como mostra a foto. O efeito é uma consequência do fato de que o álcool tem uma menor tensão superficial e maior volatilidade do que a água. A solução de água e álcool sobe até a superfície do copo devido à ação capilar. O álcool evapora dessa película, deixando para trás um líquido com uma maior tensão de superfície (mais água, menos álcool). Essa região, que possui uma concentração menor de álcool (e maior tensão superficial, consequentemente), puxa o fluido circundante mais fortemente do que as regiões com maior concentração de álcool (que estão em uma região mais baixa do vidro). O resultado é que o líquido é puxado para cima até que o seu próprio peso exceda a força do efeito, fazendo com que o líquido escorra de volta para as regiões baixas da parede de vidro. Isso também pode ser facilmente demonstrado ao se espalhar uma fina película de água sobre uma superfície lisa e, em seguida, permitir que uma gota de álcool caia sobre o centro da película. O líquido, então, irá sair correndo da região onde a gota de álcool caiu.
O número de Marangoni, um valor adimensional, pode ser usado para caracterizar os efeitos relativos de tensão superficial e forças viscosas.
Um tratamento matemático muito detalhado do efeito Marangoni, do ponto de vista das equações de Navier–Stokes e das equações da termodinâmica, pode ser encontrado no primeiro terço de Estabilidade Hidrodinâmica e Hidromagnética, por Subrahmanyan Chandrasekhar, originalmente publicado em 1961 pela Oxford University Press e republicado pela Dover Publications em 1981.

## Significância para os fenômenos de transporte
Sob condições terrestres, o efeito da gravidade, ao causar a convecção conduzida pela densidade em um sistema com um gradiente de temperatura ao longo de uma interface líquido/líquido, é normalmente muito mais forte que o efeito Marangoni. Muitos experimentos (ESA MASER 1-3) foram realizados sob condições de microgravidade a bordo de foguetes de sondagem para observar o efeito Marangoni sem a influência da gravidade. Uma pesquisa realizada na Estação Espacial Internacional revelou que, ao expor tubos de calor a um gradiente de temperatura na Terra, o fluido interior evapora em uma extremidade e migra ao longo da tubulação, secando a extremidade quente. No espaço (onde os efeitos da gravidade podem ser ignorados) ocorre o oposto, com a extremidade quente do tubo sendo inundada com o fluido. Isso ocorre devido ao efeito Marangoni muito fraco em uma mistura com tensão superficial quase idêntica, o qual é normalmente mascarado pela inércia do fluido devido à gravidade.
Costumava-se ignorar o efeito Marangoni atuando sobre a transferência de calor na presença de bolhas de gás na superfície de aquecimento (por exemplo, em ebulição nucleada sub-resfriada). Entretanto, ele é atualmente um tema de pesquisas em andamento devido ao seu potencial de fundamental importância para a compreensão da transferência de calor em ebulição.

## Exemplos e aplicação
Um exemplo conhecido é em filmes de sabão, que são estabilizados pelo efeito Marangoni. Um outro exemplo do efeito está no comportamento das células de convecção, também conhecidas como células de Bénard.
Uma aplicação importante do efeito Marangoni está na secagem de wafers de silício após a etapa de processamento úmido, durante a manufatura de circuitos integrados. Pontos líquidos deixados na superfície do wafer podem causar oxidação, danificando os componentes. Para evitar os pontos, vapor de álcool isopropílico (ou outros componentes orgânicos na forma de gás, vapor ou aerossol) é expelido por uma tubeira sobre a superfície úmida do wafer (ou no menisco formado entre o líquido limpante e o wafer quando este é levantado do banho de imersão); o efeito Marangoni subsequente causa um gradiente de tensão superficial no líquido, permitindo que a gravidade puxe mais facilmente o líquido da superfície do wafer, efetivamente tornando-a seca.
Um fenômeno semelhante tem sido utilizado na automontagem de nanopartículas em matrizes organizadas. Um álcool contendo nanopartículas é espalhado no substrato, seguido de um jato de ar úmido sobre ele. O álcool é evaporado pelo jato e, simultaneamente, a água condensa e forma microgotas no substrato, com as nanopartículas no álcool sendo transferidas para elas. Quando estas secam, são formados inúmeros "anéis de café".
O efeito Marangoni também é importante para as áreas de soldagem, cristalogênese e fusão de metais por raios catódicos.